# Ямагата (префектура)
Ямагата (на японски: 山形県, по английската Система на Хепбърн Yamagata-ken, Ямагата-кен) е една от 47-те префектури на Япония. Ямагата е с население от 1 223 000 жители (1 октомври 2004 г.) и има обща площ от 9323,34 km². Едноименният град Ямагата е административният център на префектурата.